# Purpuricenus barbarus
Purpuricenus barbarus là một loài bọ cánh cứng trong họ Cerambycidae.